# 이달의 편집상
이달의 편집상은 한국편집기자협회가 편집기자를 대상으로 월1회 수여하는 상이다.

## 부문
1회(2001년) ~ 99회(2009년12월)
- 제목 부문
- 레이아웃 부문

100회(2010년1월) ~ 현재
- 종합 부문
- 경제·사회 부문
- 문화·스포츠 부문
- 사진 부문

## 부문별 역대 수상자

### 2000년대 수상자
|        |           | 제목 부문 | 레이아웃 부문 |  |  |
| ------ | --------- | --- | --- |  |  |
| 2002년 | 1월 4회   | 문화일보 한형민 기자의 ‘검찰은 눈없고, 특검만 눈있나’ | 강원도민일보 김희훈 기자의 ‘월드컵 16강 진출 특집’ |  |  |
| 2002년 | 2월 5회   | 한국경제 한경준 기자의 '남부럽지 않게 잘해요' 대전일보 강성래 기자의 '家事/2=기쁨X2 행복한 명절 방정식' | 대한매일 김유경 기자의 '월드컵 D-100' |  |  |
| 2002년 | 3월 6회   | | |  |  |
| 2002년 | 4월 7회   | 굿데이 박은혜 기자의 `요상하지만 가뿐합니다' | 국민일보 김연균 기자의 `이사람이 사는 이야기' 강원도민 김승균 기자의`나른한 봄'...극장가 `폭소공습' |  |  |
| 2002년 | 5월 8회   | 대한매일 이상훈 기자의 `이 飛翔 노 非常' 국제신문 정금용 기자의 `훈장주고 명태뺏긴 `망신외교'" | 경향신문 손현주 기자의 `핑클이 뛰면 시청률은 난다?' |  |  |
| 2002년 | 6월 9회   | 국제신문 강필희 기자의 `부패정권에 가차없는 옐로카드' | 굿데이 신영하 기자의 `축구' |  |  |
| 2002년 | 7월 10회  | 경향신문 장정현 기자의 「밑빠진 公자금 `뼈빠진 國民'」 부산일보 이호진기자의 「2년 묵은 마늘 농민만 매운맛」(이상 제목부문) | 굿데이 정은미 기자의 「씻는 足足 세균 발발」 |  |  |
| 2002년 | 8월 12회  | 문화일보 한형민 기자의 `경의선 `말로만' 여덟번이었다' 일간스포츠 강인형 기자의 `천혜의 동강, 두동강 세동강났다' | 국제신문 김성한 기자의 `종신보험 가족을 지키는 `안전장치', 알고 가입하면 만족 두 배' |  |  |
| 2002년 | 9월 13회  | 경향신문 장정현 기자의 `水魔 키운 설마' | 대한매일 송종길 기자의 「`대 혈맥잇기'」 중앙일보이상훈ㆍ배원일ㆍ홍주연 기자의 「"일터" "살림" "클릭" "기업" "마트"」 |  |  |
| 2002년 | 10월 14회 | 경향신문 이동현기자의 『경제는 얼음판 정치는난장판』 경남신문 홍정명기자의 『色色인생 모신 씽씽인생 33년』 | 대한매일 노승옥기자의 『가을을 속삭이는 바람난 `억새물결'』 굿데이 황은순기자의 『`통일꽃'활짝 피었습니다』 |  |  |
| 2002년 | 11월 15회 | 중앙일보 전명수 기자의 「놀라운 천사들」 국제신문 김성한 기자의 「'돈'은 나눠도 '힘'은 못준다」 | 국민일보 조익한 기자의 「겁많은 기러기 인기척에 푸드덕 해질녘 에어쇼」 파이낸셜뉴스 정상균 기자의 「게살 샐러드 보기도 좋은 게향기도 좋네」                                                                                        |  |  |
| 2003년 | 1월 16회  | 경향신문 박세영 기자의 「건물주 '콧대' 높일 때 상인들 '허리' 꺾인다」 | 국민일보의 「국민일보 확 달라졌습니다」 영남일보 백승운 기자의 「달구벌 경제 봄날은 오는가」 |  |  |
| 2003년 | 2월 17회  | 경향신문 강호태 기자의 <`찍는' 族ㆍ族 돈번다> 경향신문 강호태 기자의 <`찍는' 族ㆍ族…> 굿데이 김은정 기자의 <하늘과 땅…`궁전'의 두 얼굴> | 무등일보 박재성 기자의 <무등 21 책으로의 초대> |  |  |
| 2003년 | 3월 18회  | 국제신문 조영훈 기자의 「'빅맨' 빅리그 빅뱅 예감」 국민일보 신귀중 기자의 「봄의 피로 나른함도 물러가죠」 | 경향신문 박미정 기자의 「春 봄 봄을 입으세요 살랑~」 |  |  |
| 2003년 | 4월 19회  | 전자신문 김동석 기자의 ‘앞에선 ‘정색’ 뒤에선 ‘반색’’ 국민일보 박봉규 기자의 ‘北美中, 한국 빼고 북핵회담’ | 경향신문 박미정 기자의 ‘짧은 반란(미니스커트 대유행)’ 한국경제 이철민 기자의 ‘전쟁과 패션’ |  |  |
| 2003년 | 5월 20회  | 대전일보 황해동 기자의 「Pak 팍 끌어올린 자존심」 국제신문 김찬석 기자의 「"흩어져야 산다" 새택 파업」 굿데이 김웅 기자의 「軍소리마!」 | 경향신문 박미성 기자의 「錄茶의 진화」 |  |  |
| 2003년 | 6월 21회  | 국제신문 안인석 기자의 `우와좌왕 달려온 '초행길 경향신문 김연수 기자의 `다시 묻는다 `새만금 죽일거냐고 | 영남일보 백승운 기자의 `마을' 굿데이 김경희 기자의 `백수의 들에도 봄은 오는가' |  |  |
| 2003년 | 7월 22회  | 국제신문 안인석 기자의 「화난 盧 `법대로…' 놀란 勞 `일터로…'」 대전매일 강춘규 기자의 「요술 같은 몸사위 심신이 가뿐해요」 | 경향신문 박미정 기자의 「과일 상큼한 혁명」 스포츠서울 윤기영 기자의 「'하루살이 바캉스족' 오늘을 즐겨라!」 |  |  |
| 2003년 | 8월 23회  | 국민일보 박봉규 차장의 '하나된 광복절 갈라진 우리' 부산일보 송대성 기자의 순혈주의' 사회에 숨막힌 '혼혈 | 문화일보 배기표 기자의 '슈트 가을을 기다린다' 한국경제 이철민 기자의 '패션면-가을이 '퓨전'을 입는다' |  |  |
| 2003년 | 9월 24회  | 굿데이 장영환 기자의 「'눈물' 한방울 '통일' 한걸음」 강원도민일보 이수영 기자의 「수해 폐허 위 지겨운 폭우…눈물이 내린다」 | 경향신문 임소정 기자의 「먹먹한 귀, 막막한 세상」 대한매일 하승희 기자의 「반짝반짝∼나 잡아봐라」 |  |  |
| 2003년 | 10월 25회 | 경향신문 장정현 기자의 「'파병'주고 '부시의 마음' 샀다」 굿데이 김병곤 기자의 「오만이 아닌 '자만'에 졌다」 | 대한매일 최종찬 기자의 「'중화 천년의 꿈 이뤘다'」 |  |  |
| 2003년 | 11월 26회 | 굿데이 좌혜경 기자의 ‘살살살 빼자’ 세계일보 이진수 기자의 ‘세월을 절인다’ | 스포츠서울 김성진 기자의 ‘코엘류실망’ 세계일보 이진수 기자의 '여자들은 안 본다?’ |  |  |
| 2003년 | 12월 27회 | | 문화일보 이경숙기자의 ‘철없는 블루진’등 4편 |  |  |
| 2004년 | 1월 28회  | 경향신문 서영찬 기자의 ‘잘 되겠지, 소가 웃을 정부대책’ | 영남일보 백승운 기자의 ‘고속철시대…대구·경북 달라진다’ 스포츠투데이 진현주 기자의 ‘따뜻한 여행에 똥침을 날려라’ |  |  |
| 2004년 | 2월 29회  | 영남일보 변종현 기자의 '두 자녀 가슴에 묻고… 입양아 가슴에 품고' 경향신문 양규완 차장의 '강삼재 "YS가 940억 줬다"' 한국일보 이만열 차장의 '강삼재 "安風, 940억 YS가 줬다"'가 '두 자녀…'                                                                                               | 스포츠투데이 김진성 기자의 '가슴앓이, 다른 시작 즈음에' 경향신문 박미정 기자의 '새옷을 입고 뛰어보자 폴짝' |  |  |
| 2004년 | 3월 30회  | 전자신문 김동석 기자의 <'죽끓는' 정책… '죽쑤는' 시장> 영남일보 전영 기자의 <현대건설, 도로공사 '따냈다'> 굿데이 김노형 기자의 <'강철심장' 고철도둑> | 경향신문 권양숙 기자의 <주말농장 田> |  |  |
| 2004년 | 4월 31회  | 머니투데이 이광희 차장의 「평생 `집에 저당잡힌' 한국인 삶」 영남일보 전 영 기자의 「NBA의 `화려함' 넘어 우리 육체의 `장애'를 넘어」 | 문화일보 이상혁 기자의 「`竹 펼쳐지네'」 서울신문 하승희 기자의 「성큼 집안으로 들어온 자연」 |  |  |
| 2004년 | 5월 32회  | 스포츠조선 이정훈 기자의 `정권이 하류였으니 인생도 그러하였다' 등 2편 | 경향신문 이진선 기자의 `쐬주' 경인일보 강 희 기자의 `라다크, 고원의 바람' |  |  |
| 2004년 | 6월 33회  | 문화일보 전지면 기자의 '盧는 "Go"…高는 "No"…개각 '정면충돌 등 2편 | 매일신문 박헌환 기자 의 '새벽 물안개는 삼라만상을 감추고…' 경향신문 박미정 기자의 '그녀, 꽃처럼 그, 나무처럼' |  |  |
| 2004년 | 7월 34회  | 굿데이 주용진 기자의 '말없어 말많은 농촌장학재단' 부산일보 박진국 기자의 '소나무는 눈 이 내려 푸르다' | 스포츠 투데이 임훈구 기자의 '웃기는 여자 아찔한 여자' 헤럴드경제 이운자 기자의 '물 잘 마시면 보약 날 물 로 보지마!' |  |  |
| 2004년 | 8월 35회  | 경향신문 정덕균 기자 “靑, 군기 잡다말고 ‘쉬어’” 영남일보 백승운 기자 | 서울신문 하승희 기자 ‘빵이랑 옷이랑 유쾌한 파격’ 국민일보 황병설 ‘감동,누워서 두 배로 먹자’ |  |  |
| 2004년 | 9월 36회  | 수상자 없음 | 서울신문 이경숙 기자의 'DMZ 공동조사…남북 생태협력시대 열자' 굿데이 김만석 기자의 '신의 심술, 인간은 울 수밖에…' |  |  |
| 2004년 | 10월 37회 | 굿데이 신영하 기자의 '만화스코어 잊고싶은 삼성 잇고 싶은 두산' 경남신문 심강보 차장의 '깨치려는 어르신 깨뜨리는 신세대' | 스포츠조선 김남준 기자의 '그녀가 온다' 인천일보 윤신옥 기자의 '내 마음은 호수요 그대 노 저어 오라' |  |  |
| 2004년 | 11월 38회 | 국제신문 김영임 기자의 <손 놓고 있다간 손쓸 도리 없다> 인천일보 심동열 기자의 <숨어든 `일손' 숨겨준 `일터'> | 서울신문 강동삼 기자의 <-1> 부산일보 김미경 기자의 <"내가 카수왕이라예"> |  |  |
| 2004년 | 12월 39회 | 강원일보 이왕란 기자의 '김유정, 열차 타고 돌아왔다' 국제신문 임형섭 기자의 '롯데 "올 겨울도 손 시려워"' 영남일보 안희정 기자의 '"하늘이 그의 이름을 불렀다"' | 경향신문 박미정 기자의 '낮이 밤이오, 밤이 낮이로다' |  |  |
| 2005년 | 1월 40회  | 국제신문 안인식 기자의 '"李를 어쩌나…" "앓던 李 빠지다"' '"李를 어쩌나…"'와 함께 중도일보 연규범 기자의 '4개월에 1번꼴 '대덕 폭발단지 | 경향신문 박미정 기자의 '앙코르가 있다, 앙코르가 없다' 스포츠조선 김남준 기자의 '韓流, 어디까지 왔으며 어디로 갈 것인가' |  |  |
| 2005년 | 2월 41회  | 문화일보 전근영‘신는 足足 봄 향기 폴폴’등 2편 | |  |  |
| 2005년 | 3월 42회  | 서울신문 강아연 기자의 '시련은 '블록슛' 희망은 '클린슛 중부일보 박정은 기자의 '독도ㆍ역사망동에 '어머나' 일본 관광객 줄면 '어쩌나 | 경향신문 박미정 기자의 '겨울과 봄 사이 찰나의 계절…' 전자신문 김태권 기자의 父子 교향곡' 연주합니다' |  |  |
| 2005년 | 4월 43회  | 중도일보 김숙자 기자의 '영세 전세버스 '묻지마 안전 중도일보 김숙자 기자 '영세 전세버스…' | 국민일보 정충교 차장의 '花들짝… 山도 놀랐다' 국제신문 김성한 기자의 '유쾌한 거짓말이 그립다' |  |  |
| 2005년 | 5월 44회  | 경남신문 강지현 기자의 '행복을 낚는 시간 '樂時 중도일보 박영주 기자의 '耳보다 더 아플 수는 없다' | 문화일보 이상혁 기자의 '수리 부엉이 생태추적' |  |  |
| 2005년 | 6월 45회  | | 경향신문 박미정 기자의 '우포늪을 말하지 말라' 서울신문 윤설영 기자의 '보리야 온몸이 웰빙으로 축복받았구나' 세계일보 정현정 기자의 '여름, 손톱 끝에서 먼저 만나다'                                                                  |  |  |
| 2005년 | 7월 46회  | 머니투데이 김형진 기자의 두산'으로 나뉜 斗山' 중도일보 원영미 기자의 '"사랑엔 통역이 필요없어요" | 부산일보 김희돈 기자의 '아~ 떠나고 싶다!' 인천일보 윤신옥 차장의 '싱그런 자연의 맛 창문 밖 길손 유혹' |  |  |
| 2005년 | 8월 47회  | 경향신문 정진호 기자의 '民統線이 아닙니다 民痛線도 아닙니다 民通線입니다' | 서울신문 이경주 기자의 '숲으로…' 영남일보 백승운 기자의 '검은 유혹' |  |  |
| 2005년 | 9월 48회  | 머니투데이 강경창 기자의 돌아온 자식들' 효도풍년' 경남신문 허철호 차장의 '귀여울 땐 '가족' 귀찮을 땐 '가축' | 전자신문 최지호 기자의 '세계로 뻗어나가는 우리의 콘텐츠' 매일신문 조현진 기자의 '청도도 식후경' |  |  |
| 2005년 | 10월 49회 | 머니투데이 김형진 기자의 '어제는 감사 오늘은 조사 내일은 수사' 경남일보 허철호 차장의 그들'이 '우리들' 되는 하루' | 중도일보 김숙자 기자의 '올가을…우리 결혼할까요' |  |  |
| 2005년 | 11월 50회 | 머니투데이 박정민 기자의 <은행거래 "손이 발 눌렀다"> 국민일보 정충교 차장의 <南 모르는 향기…南 모를 기다림> | 국민일보 안지나 기자의 <대자연이 빚은 넉넉한 '꿈의 여로'> 문화일보 이경숙 기자의 <별의별 김치 다 있네> |  |  |
| 2005년 | 12월 51회 | 머니투데이 박정인 기자의 '조선은 한국' | 국민일보 박봉규 차장의 '숨진 어머니 그리워하는 어느 소녀의 글' |  |  |
| 2006년 | 1월 52회  | 동아일보 김응수 기자의 '民이 뭐라하든…黨이 뭐라하든…' 문화일보 박상욱 기자의 '돈 부담 덜~돼지 소화 잘~돼지' 전자신문 장관진 기자의 '한류-거대한 문화흐름 초일류 상품 예고' 대전일보 이우정 기자의 '마음먹은 대로 술~술 풀려랏'                                                        | 조선일보 주영훈 기자의 '그들만의 사랑' 중앙일보 전승우ㆍ강혜란 기자의 '인간…이제 세상을 휴대하나, 인간…편리함의 천국을 손에 넣다' 강원도민일보 최영석 기자의 '독일월드컵 그 뜨거운 열기 속으로'                                    |  |  |
| 2006년 | 2월 53회  | 경기일보 신상협 기자의 '진주보다 맑구나 논개의 눈물' 중도일보 신연식 기자의 '순한 소주 독한 싸움' | 서울신문 우경임 기자의 '부시, 아브라모프 이래도 모른다고?' |  |  |
| 2006년 | 3월 54회  | 문화일보 전태성 차장의 '누구와, 왜, 비용은? 미스터'리'<李>골프' 조선일보 윤슬기 기자의 '팩 토라진 피부, 팩으로 달래자' | 서울신문 강아연 기자의 '꽃보다 아름다운 Passion' 세계일보 정현정 기자의 '옷이 예술을 입었다' 인천일보 윤식옥 부장의 '그녀의 발걸음이 도도해졌다'                                                                                   |  |  |
| 2006년 | 4월 55회  | | |  |  |
| 2006년 | 5월 56회  | 머니투데이 김형진 기자의 '"거품 곧 붕괴" 거품 문 정부' 제일경제 권수연 기자의 '포스코, 중기사랑 ‘鐵鐵 넘친다’' | 광남일보 김지영 기자의 'Red 쏟아진다' 중도일보 현옥란 기자의 '청바지 자유를 입자' |  |  |
| 2006년 | 6월 57회  | 경향신문 한진 기자의 '호나우두 살~살 해도 2골' | 부산일보 송지연ㆍ류지혜 기자의 '비가 오면 생각나는 25가지 이야기' 대구일보 조은주 기자의 '독일까지 대~한민국' |  |  |
| 2006년 | 7월 58회  | 서울신문 조두천 기자의 '20대는 굶모닝' 아시아경제 유은아 기자의 '은행이 恩行' | 조선일보 이택진 기자의 '월드컵 너를 품어주마' 서울신문 강동삼 기자의 '痛했느냐' |  |  |
| 2006년 | 8월 59회  | 국민일보 황병설 차장의 '夏~竹이네' 대구일보 남인식 기자의 "'눈 먼 정책' '눈 먼 사회' '눈 먼'내가 바꿉니다" | 동아일보 우경임 기자의 '셰익스피어, 우리 도깨비에 홀리다' 문화일보 전지면 기자의 "놓치지 말아야 할 '웅포 3味'" 서울신문 홍혜정 기자의 "미국의 '포스트 카스트로' 플랜은"                                                            |  |  |
| 2006년 | 9월 60회  | 머니투데이 박은수 기자의 "소주 '순한맛'에 전통주 '죽을맛'" 부산일보 김희돈 기자의 "열차가 멈추면… 문학이 달린다" | 서울신문 강동삼 기자의 "너를 잃은 뉴욕, 난 널 찾아 여길 헤멘다" 충청투데이 나재필 차장의 "멸종위기 동물을 찾아서-인간에게 고함" 국제신문 박성철 기자의 '노장진 부진에 투수진 와르르' 동아일보 송인회 기자의 ‘영화 속 그때 그 노래’ |  |  |
| 2006년 | 10월 61회 | | |  |  |
| 2006년 | 11월 62회 | 동아일보 김수곤 기자의 '그는 왜 가고…그들은 왜 오나' 머니투데이 김병곤 기자의 혹시…' 걱정도 잠가드립니다' | 서울신문 강동삼 기자의 '火線 넘은 비행, 불사조로 비상' |  |  |
| 2006년 | 12월 63회 | 한국일보 김영환 기자의 '짐 쌀 '이혼與'는 누구냐' 대구일보 남인식 기자의 '사람은 산이되고… 산은 삶이 되고…' | 부산일보 편집부 류지혜·송지연 기자의 '한편에 그렇게…그대로… 있었구나' |  |  |
| 2007년 | 1월 64회  | '탱크 앞에 1명뿐, 천재 뒤에 1명뿐'(문화일보 박상욱 차장) '양재동ㆍ방배동'(조선일보 김주태 기자) 'NIE 학년별 학습으로 I들의 사고력이 E만큼 커졌어요'(강원일보 김수영 기자) '자장면 사랑 감동은 곱빼기'(중부일보 조재현 차장)                                                           | '위험한 동행, 안전한 동행'(인천일보 심동렬 기자) |  |  |
| 2007년 | 2월 65회  | 서울신문 류기혁 차장의 '두바퀴 천국' 경인일보 서반석 기자의 '…그가 떠났다 깊은 밤의 저편으로' | 경향신문 손현주 차장의 '넷소문 세상을 흔들다' 세계일보 이지혁 기자의 '아낄수록 빛난다' |  |  |
| 2007년 | 3월 66회  | 조선일보 윤슬기 기자('그녀가 울어야 시청률이 웃는다 두 여자 울어야 한 여자가 웃는다') 세계일보 이지혁 기자('雲 좋은날') | 서울신문 안광목 부장('花花…봄마중 가는 길은 행복하다') 머니투데이 신선화 기자('효리s 발라드') 경일일보 이승 기자('보이는 Radio를 믿어라') 새전북신문 김성아 기자('저와 재즈댄스 한번 추실래요')                                    |  |  |
| 2007년 | 4월 67회  | 한국일보 이영창 기자(엇갈리는 해석…대통령 말 속에 '뼈'가 있었나) 경인일보 서반석 기자(나의 땀은 검지 않다) 부산일보 김희돈 기자(마지막 '牛환') | 동아일보 홍성돈 기자(버지니아의 눈물 모두의 아픔입니다) 서울신문 조두천 기자(남산 위 저 소나무에 철갑을 둘러라) |  |  |
| 2007년 | 5월 68회  | 문화일보 김헌규 기자('무패' 성남 '無팬' 울상) 조선일보 김연국 기자(아이들 앞에서 엄마들이 떨어졌다) 머니투데이 김형진 기자(국부 좀먹는 '기술의 유출' 단속 비웃는 '유출의 기술') 부산일보 권상국 기자(구멍 뚫린 구글 부모 속은 부글)                                                   | 중도일보 연규범 기자(허브는 팔방미인) |  |  |
| 2007년 | 6월 69회  | 한국일보 장재용 기자(대만독립 "네오콘이 리모컨") 부산일보 이재희 기자(재선충 사업도 '벌레 먹었다') | 경향신문 권양숙ㆍ윤여경 기자('맑은 숨, 맑은 웃음이 사는 곳') |  |  |
| 2007년 | 7월 70회  | 머니투데이 김형진 기자가 <飛정규직, 悲정규직, 非정규직> 전자신문 김정희 기자의 'LED의 반란 세상은 찬란' | 서울신문 박영주 기자의 <지중해 바람을 집안 가득히 '쿨하우스'> 경인일보 강 희 차장의 <법정단위 천하통일 글로벌화 저울질?> |  |  |
| 2007년 | 8월 71회  | 서울신문 박영주 기자(물은 뭍이 그리워, 뭍은 물이 그리워) 머니투데이 조남각 차장(불켜진 삼성, 불꺼진 의혹) 한국경제 최종석 기자(낙뢰방지업체 '벼락특수') | 경향신문 강근영 기자(해리, 널 기억할 거야) 문화일보 최설영 기자(필름이 노래하고 악보가 춤춘다) 중도일보 연규범 기자(空) |  |  |
| 2007년 | 9월 72회  | 대전일보 심영운, '막판까지... 이런 '卞' 이었나' 머니투데이 김형진 기자('금융시장의 내일' 내일 결정된다) 중부일보 김수진 기자(손 잡았던 후보들 '孫만 잡았다') | 한국경제 김천호 기자(龍山 빅뱅) 강원일보 김대용 기자(땅 위에 무지개를 수놓다) |  |  |
| 2007년 | 10월 73회 | 경향신문 구예리 기자(포구, 배는 과거에 정박했다-거리, 박제된 과거는 화려했다) 조선일보 전근영 기자 (力士, 역사를 들다) 중도일보 김숙자 기자 (아파트 몸값 창밖을 보라) | 인천일보 심동열 기자 (남과북 다시 맞잡다) 충청투데이 나재필 차장 (희망의 높이 꿈의 높이) |  |  |
| 2007년 | 11월 74회 | 헤럴드경제 이정환 기자(6연속 티켓은 땄지만…골 안터지고 속만 터졌다) 충청투데이 이재숙 기자 '유가 환율, 물가 '쓰리高'… 수출은 '피박') | 서울신문 박영주 기자(세계와 通하다) 경인일보 서반석 기자(eye 口 좋다) |  |  |
| 2007년 | 12월 75회 | <쏟아지는'기름' 쏟아지는 '눈물' 쏟아지는 '관심'>(머니투데이 조남각 차장) <쉿 날개 달린 악사들의 교향곡을 들어봐>(경인일보 서반석 기자) | <"내년 경영 환경 어렵지만 우린 두렵지 않다">(중앙일보 박용석ㆍ전승우 기자) |  |  |
| 2008년 | 1월 76회  | 한국일보 김승균 <좌우이념 '烹' 실용주의 '膨'> 조선일보 양해원 <安全은 또 질식당했다> 머니투데이 박정민 <24층 실적발표ㆍ25층 압수수색> | 세계일보 박윤주 <눈썰매장> 아시아경제신문 고은정 <글로벌 자금 이유있는 '바이 인디아'> |  |  |
| 2008년 | 2월 77회  | 경향신문 임소정 '반성을 '쌓는' 나라' 중앙일보 편집J팀 국보1호'도 못지킨 대한민국' 머니투데이 강경창 '인수위 '향응 먼저 인수' 파문' 충청투데이 나재필 '법정 가는 로스쿨' | 중도일보 김숙자 '당신의 힘 입니다' |  |  |
| 2008년 | 3월 78회  | 서울신문 김진성 쥐머리' 농심 '쥐꼬리' 양심' 세계일보 박은석 '사고에 분산 보관… 사고 철저 대비… 사고 빛났다' | 중앙일보 우현아 '식탁이 파릇파릇 캠퍼스가 파릇파릇' 국제신문 이재민 '"어! 저기는 우리 동네인데…"' |  |  |
| 2008년 | 4월 79회  | 한국일보 김남필 '風前聖火' 조선일보 김주태 '風前聖火' 경향신문 김연수 '(쇠고기) 다 열면 되고 (방위비) 더 주면 되고 (아프간) 보내면 되고' | 매일신문 박헌환 손길'은 유죄! '눈길'은 무죄?' |  |  |
| 2008년 | 5월 80회  | 충청투데이 나재필 "AI오리 발병경로 '오리무중'" | 중앙일보 전승우 '스타일 섹션' 강원일보 이왕란 '향긋한 외출' 경인일보 이송 '유전자 조작식품' |  |  |
| 2008년 | 6월 81회  | 매일신문 송인 기자의 ‘서민경제, 狂油病에 주저앉다’ 부산일보 김희돈 기자의 ‘수목장-나 돌아간다 무욕의 뿌리 속으로’ | 경향신문 구예리 기자의 ‘철학 없는 국토성형’ |  |  |
| 2008년 | 7월 82회  | 동아일보 김형래 기자의 '섹시하게 차,차,차' 헤럴드경제 이정환 기자의 '회사는 허리띠 조이고 노조는 머리띠 조이고' | 경인일보 강희 차장의 '흙·불 다스려 혼 담는 장작가마 후예들' 부산일보 권상국 기자의 '누구에게나 왕년은 있다' |  |  |
| 2008년 | 8월 83회  | 한국일보 신상협 기자의 '끝냈다! 끝났다…' 머니투데이 김형진 기자의 '머리는 克日, 몸은 日流' 영남일보 윤제호 기자의 '韓電 '漏錢 | 부산일보 권상국, 류지혜 기자의 '삶을 태우는 내 안의 불 '화 |  |  |
| 2008년 | 9월 84회  | 경향신문 장용석 기자의 '메달은 銅, 감동은 金…그대들은 연금술사' 조선일보 이세영 차장의 '구글엔 주민번호가 우글' 문화일보 유인창 기자의 '쇠고기 청문회 소가 웃는다' 서울신문 조두천 기자의 '국회선 민심 걷어차고 길에선 민심 잡는다고?' 전자신문 장지영 기자의 '옛날 TV는 잊고 오세요' | 세계일보 박은석 기자의 '산통 깨는 사회 진통 겪는 부부' 중앙일보 전승우 기자의 '올림픽 지면 혁신' |  |  |
| 2008년 | 10월 85회 | | 헤럴드경제 천예선 기자의 ‘다시 비가 온 자리, Rainism 꽃피다’ 등 4편 |  |  |
| 2008년 | 11월 86회 | 서울신문 강동삼 기자의 '반토막 난 주식 두토막 난 가정' 등 모두 3편 | 아시아경제 이기재 차장의 ‘답답한 경제도 꽉막힌 살림도 시원하게 뚫어줘’ 경인일보 이송 기자의 ‘눈부신 기술 한자리 미래를 오늘로’ |  |  |
| 2008년 | 12월 87회 | 국제신문 남인식 기자의 '아쉽다, 그러나 아름다웠다 황홀했다, 그래서 더 아렸다' | |  |  |
| 2009년 | 1월 88회  | 조선일보 정재원 '소니, 우니?' 헤럴드경제 심동열 '전ㆍ현청장 '否認'… 부인만이 안다?' | 경향신문 구예리 '雪國' 서울신문 김경희 '얘들아, 은빛 추억을 낚자' |  |  |
| 2009년 | 2월 89회  | 한국일보 김승균 '판교 빈 도시' | 조선일보 임창선 '해가 기울고 있다' 전자신문 김정희 '불법에 눈뜬 이용자 시류에 눈감은 정부' 부산일보 임태섭·류지혜 '독설의 카타르시스'                                                                                              |  |  |
| 2009년 | 3월 90회  | 동아일보 최성연 '추격포… 역전포… 쐐기포… 3포로 끝냈다' 머니투데이 강경창 '짐 잘못 쌌다간 짐 된다' | 중앙일보 노승옥'대양해군, 인도양서 해적 소탕한다' 세계일보 박은석 '풍요와 희망 일구는 워낭소리' |  |  |
| 2009년 | 4월 91회  | 경향신문 임소정 ‘눈감은 정부’ 제2롯데월드 허용 ‘귀막은 정부’ 경인운하 착공 강행” | 부산일보 임태섭·류지혜 “산이 있어 걸어왔습니다” |  |  |
| 2009년 | 5월 92회  | 머니투데이 김형진 '나홀로 '살만한 곳' 잡으면 '살만한 것 | 경향신문 채희현 '거기, 600년 한양이 있었네' 중앙일보 서회란 '보여주고 싶은 '비밀 |  |  |
| 2009년 | 6월 93회  | 경향신문 장용석“ ‘마음 아프다, 가지말라’…노란물결, 눈물바다” 국민일보 조익한 “당신의 꿈을 잊지 않겠습니다' 경인일보 서반석 “아홉폭 수묵병풍 거친 필선을 따라걷다” | 부산일보 임태섭·류지혜 “전설수배-돗돔” |  |  |
| 2009년 | 7월 94회  | 조선일보 이재진 '떡볶이, 民心을 되돌릴까' 한국일보 유재천 '사이버 전쟁, 의병만 있고 관군은 없었다' | 부산일보 임태섭.류지혜 '우산이야기-몸 바쳐 비를 맞습니다' |  |  |
| 2009년 | 8월 95회  | | 한국일보 신상협 '텅 빈 광고인데 시선이 꽂힌다, 왜?' |  |  |
| 2009년 | 9월 96회  | 머니투데이 김형진 '신종플루株 '손씻기 힘든' 유혹' | 스포츠조선 양명우 '장진영 ending…-장진영 위암 사망' |  |  |
| 2009년 | 10월 97회 | 부산일보 이재희 본드걸' 김연아 '피겨여제' 정조준' | 국민일보 신동석 '어머니 당신을 사랑합니다' |  |  |
| 2009년 | 11월 98회 | | 경향신문 홍경진 '진짜 로마는 숨어 있었다 잊혀진 도시에…' 전자신문 허기현 '대책없는 집단감염 '잡을건가 잡힐건가' |  |  |
| 2009년 | 12월 99회 | 경향신문 권유신 `조정은 않고 조장만 하는 靑...정치가 없다' 한국일보 성시환 `여강길..물처럼 억새처럼 나도 한 점 풍경이고 싶다' 헤럴드경제 천예선 `하늘의 점.선.바람...철새, 노을을 삼키다'                                                                                             | |  |  |

### 2010년대 수상자
|        |            | 종합 부문 | 경제·사회 부문 | 문화·스포츠 부문 | 사진 부문 |
| ------ | ---------- | --- | --- | --- | --- |
| 2010년 | 1월 100회  | 수상자 없음 | `자유롭다는 장애인에겐 철조망'(머니투데이 강경창)                                                                                              | `눈오는 날의 삼중주'(서울신문 강동삼) `벨소리 우렁찼고 신바람 몰아쳤다'(기호일보 엄동재)                                                        | `눈오는 날의 삼중주'(서울신문 강동삼) `벨소리 우렁찼고 신바람 몰아쳤다'(기호일보 엄동재)                                                        |
| 2010년 | 2월 101회  | `민노당 전교조 수사'(동아일보 박재덕) | `삐뚤어진 가해자 당연시한 피해자 수수방관 교사들(경향신문 최혁곤)'                                                                             | `날 건드리지 마오!(국제신문 임대현)' 철책 넘나드는 원시의 날갯짓 경계를 묻지 마라(부산일보 김희돈)'                                             | `날 건드리지 마오!(국제신문 임대현)' 철책 넘나드는 원시의 날갯짓 경계를 묻지 마라(부산일보 김희돈)'                                             |
| 2010년 | 3월 102회  | 동아일보 김형래 기자, `하늘도 무심, 이웃은 욕심' | 영남일보 윤제호 기자, `'빚'나는 대학 졸업장'                                                                                                   | 한국일보 이상원 기자, '여왕은 세번 울었다' | 강원도민일보 윤은정 기자, `여름에도 겨울에도 다녀간 바다… 봄에는 다녀 가셨나요'                                                                 |
| 2010년 | 4월 103회  | | 영남일보 윤제호 기자, `신생아는 안울고 산부인과가 운다'                                                                                        | 국제신문 임대현 기자, `끝났다던 장소연 내줬다'                                                                                                  | 국민일보 황병설 차장, `북에서 온 식객' |
| 2010년 | 5월 104회  | 한국일보 김도상 기자, `悲가 내립니다' | 중앙일보 전승우 기자 `DMZ에 묻힌 스무 살 청춘…그들은 아직도 고지를 지키고 있다', 인천일보 이대용 기자, `수강생 나홀로 주행 강사는 꿈나라 여행' | 국제신문 박정은 기자, `펄펄 끓는 지리에 술꾼들 죽습니다' 스포츠서울 박은선 기자, `장마철도 아닌데…'                                             | 수상자 없음 |
| 2010년 | 6월 105회  | | 서울신문 조두천 기자, `제가 누굴까요, 공보물은 퀴즈중'                                                                                         | 부산일보 김희돈 기자, `갯벌 살린 시골 마을, 마을 살린 갯벌 축제' 동아일보 월드컵 편집팀, `월드컵 특집지면'                                      | 부산일보 김희돈 기자, `갯벌 살린 시골 마을, 마을 살린 갯벌 축제' 동아일보 월드컵 편집팀, `월드컵 특집지면'                                      |
| 2010년 | 7월 106회  | 동아일보 하승희, `단일화가 참 좋은데...내가 그만둘 순 없고...' | 경남신문 허철호, `폭주족 질주, 민원 폭주' | 중앙일보 배원일, `미칠 듯이 잡고 싶다' 국민일보 김태현, `오 이런...심판이 또 망쳤어'                                                            | 중앙일보 배원일, `미칠 듯이 잡고 싶다' 국민일보 김태현, `오 이런...심판이 또 망쳤어'                                                            |
| 2010년 | 8월 107회  | 경인일보 서반석 기자의 `브레이크 발못 떼는 서울 톨게이트' | 수상자 없음 | 경향신문 구예리 기자의 `독거노인, 누가 내손을 잡아줄까' 중앙일보 임윤규 기자의 `이 많은 눈 이겨내는 자, 그가 챔프다'                            | 경향신문 구예리 기자의 `독거노인, 누가 내손을 잡아줄까' 중앙일보 임윤규 기자의 `이 많은 눈 이겨내는 자, 그가 챔프다'                            |
| 2010년 | 9월 108회  | 서울신문 김진성 조두천 이건규 김경희 '발각 발칵 발목 발끈' 중앙일보 배노필 기자'뱀처럼 요동치는 제트기류에 폭염ㆍ한파, 홍수ㆍ가뭄… 롤러코스터 같은 극과 극 날씨 뒤엔 지구 온난화 있다' | 한국일보 신상협 '그때는 차디찼던 눈물… 지금 뜨겁게 흐릅니다'                                                                                   | 영남일보 박종진 '전설로만 전해오는 감문국' | 영남일보 박종진 '전설로만 전해오는 감문국' |
| 2010년 | 10월 109회 | 동아일보 김응수 `주체는 가도 세습은 남았다' | 수상자 없음 | 국제신문 신정현 `色에 웃고우는 인간만사' 서울신문 박영주 `양심 떠난 빈 그라운드, 하늘의 눈물로 채웠다'                                          | 국제신문 신정현 `色에 웃고우는 인간만사' 서울신문 박영주 `양심 떠난 빈 그라운드, 하늘의 눈물로 채웠다'                                          |
| 2010년 | 11월 110회 | 경향신문 장용석 `선대의 영광 되찾는 玄代, 적통 계승 꿈 상처뿐인 `朦' | 문화일보 장재영 `哭소리 나는 상조업체' | 한국일보 김대훈 `저녁놀 머금은 바오밥나무 어린 왕자를 부르다' 세계일보 박은석 `한 맺혔다 난적 메쳤다 눈물 맺혔다'                               | 한국일보 김대훈 `저녁놀 머금은 바오밥나무 어린 왕자를 부르다' 세계일보 박은석 `한 맺혔다 난적 메쳤다 눈물 맺혔다'                               |
| 2010년 | 12월 111회 | 한국일보 최세연‘충돌 없었지만… 숨 막혔던 하루’ | 동아일보 김남준 ‘해피 엔딩? 새드 엔딩? 네버 엔딩?’                                                                                             | 전자신문 허기현, `이 많은 눈앞에서 숨을 수 있겠는가' 국제신문 임대현‘당신이 허들 1등 맞습니다’                                                  | 전자신문 허기현, `이 많은 눈앞에서 숨을 수 있겠는가' 국제신문 임대현‘당신이 허들 1등 맞습니다’                                                  |
| 2011년 | 1월 112회  | 서울신문 권혜정 조두천 기자, `물가가 걱정이다' | 조선일보 김주태 차장, `미래 없고 자부심도 없고… '空大'된 工大'                                                                                 | 경향신문 임소정 기자, `왜 당신은 다른 이의 삶이 안중에 없는가… 왜 당신은 다른 이의 믿음이 틀렸다 하는가' 동아일보 최성연 기자, `이런! 또 이란?' | 경향신문 임소정 기자, `왜 당신은 다른 이의 삶이 안중에 없는가… 왜 당신은 다른 이의 믿음이 틀렸다 하는가' 동아일보 최성연 기자, `이런! 또 이란?' |
| 2011년 | 2월 113회  | 서울신문 권혜정 차장, 관가 蘭리 | 강원도민일보 이동명 기자, '폭설대란' 시간 빼고 다 멈췄다                                                                                       | 국제신문 박정은 기자, 신기한 물고기 언어영역 중앙일보 김홍준 기자, 굿바이 캡틴                                                                  | 국제신문 박정은 기자, 신기한 물고기 언어영역 중앙일보 김홍준 기자, 굿바이 캡틴                                                                  |
| 2011년 | 3월 114회  | 아시아경제 임장열 기자 <구제역 100일 '극과극' 소값 젖笑-한애(艸 아래 愛)> | 경향신문 권양숙 기자 <대한민국 苦校生> | 서울신문 전준영 기자 <명품에 대한 욕망 허영을 스캔하다> 기호일보 엄동재 기자 <허정無득점 신태龍틀임>                                            | 서울신문 전준영 기자 <명품에 대한 욕망 허영을 스캔하다> 기호일보 엄동재 기자 <허정無득점 신태龍틀임>                                            |
| 2011년 | 4월 115회  | 문화일보 권오진 기자 <부산無人철, 안전도 '안하無人'> | 아시아경제 임장열 기자 <오늘, 비가 무서웠다>,                                                                                                  | 부산일보 김미경 기자 <가난은 詩가 되고 농촌은 삶이 되었다> 세계일보 박은석 기자 <미아가 쏘아올린 역공, 신수가 쏘아올린 큰공>                    | 부산일보 김미경 기자 <가난은 詩가 되고 농촌은 삶이 되었다> 세계일보 박은석 기자 <미아가 쏘아올린 역공, 신수가 쏘아올린 큰공>                    |
| 2011년 | 5월 116회  | | 아시아경제 임장열 기자 <'독짓는 늙은이' 조문객을 맞다>                                                                                         | 국민일보 황병설 경향신문 강호태 기자 <메시, 날 좀 봐>                                                                                           | 국민일보 황병설 경향신문 강호태 기자 <메시, 날 좀 봐>                                                                                           |
| 2011년 | 6월 117회  | 서울신문 권혜정, 김진성, 조두천 기자 <"퇴직후 6개월간 행불자로 살았다", "친화 다진 1기… 2기엔 과감하라">                                                                               | 아시아경제 임장열 기자 <배보다 배꼽戰爭> | 세계일보 박은석 기자 <지치고 고단한 삶… 자유를 찾아 떠나다>                                                                                     | 세계일보 박은석 기자 <지치고 고단한 삶… 자유를 찾아 떠나다>                                                                                     |
| 2011년 | 7월 118회  | '애드리브도 각본…8인의 'PT드라마'(중앙일보 이진수) | 수상자 없음 | 서울신문 조두천·김영롱 기자의 '클럽데이의 부활'                                                                                                 | 서울신문 조두천·김영롱 기자의 '클럽데이의 부활'                                                                                                 |
| 2011년 | 8월 119회  | 조선일보 박미정 기자의 '서울을 할퀴다' | 아시아경제 백현미 기자의 우산' 쓴 여름에 '파라솔'이 운다'                                                                                      | 경향신문 임지영 기자의 '어제는 거리에서 잠을 잤다, 오늘은 세상에서 꿈을 꾼다' 경인일보 이경혜 기자의 '올드&뉴 동고동락(樂)'                     | 경향신문 임지영 기자의 '어제는 거리에서 잠을 잤다, 오늘은 세상에서 꿈을 꾼다' 경인일보 이경혜 기자의 '올드&뉴 동고동락(樂)'                     |
| 2011년 | 9월 120회  | 조선일보 주영훈 기자 <매뉴얼 무시하고 끊었다> | 서울신문 김경희 기자 <'검은 초대장'> | 국민일보 황병설 기자 <라면, 색을 먹다> | 국민일보 황병설 기자 <라면, 색을 먹다> |
| 2011년 | 10월 121회 | 조선일보 주영훈 기자 <"잡스, iSad"> | 경향신문 구예리 기자 <착한 시민 1년 변화는 계속된다>                                                                                           | 경인일보 이혜경 기자 <백남준 혼 경기도에 심다>>br/>서울신문 김민석 기자 <형님은 골골 아우는 Goal Goal>                                          | 경인일보 이혜경 기자 <백남준 혼 경기도에 심다>>br/>서울신문 김민석 기자 <형님은 골골 아우는 Goal Goal>                                          |
| 2011년 | 11월 122회 | 중앙일보 서반석 기자의 `살려달란 마리오 어떡하란 마리오' | 영남일보 남인식 기자의 `손으로만 'Talk'… 말이 줄었다'                                                                                          | 경향신문 구예리 기자의 `없습니다 도전의 벽 있습니다 우리란 끈' 선일보 김인원 기자의 `가슴 답답한 재회... 가슴 먹먹한 이별'                      | 경향신문 구예리 기자의 `없습니다 도전의 벽 있습니다 우리란 끈' 선일보 김인원 기자의 `가슴 답답한 재회... 가슴 먹먹한 이별'                      |
| 2011년 | 12월 123회 | 경향신문 권양숙 기자의 `"아이팟을 함께 묻어주세요"' | 아시아경제 이상용 기자의 `無名, 너도 가수냐… 有名, 너만 가수냐'                                                                                | 헤럴드경제 한영훈 기자의 `남자 겨울패션, 그 마지막 터치'                                                                                        | 수상자 없음 |
| 2012년 | 1월 124회  | 경향신문 임지영 기자의 '새해 이런 기사 보고 싶다' | 전북일보 육경근 기자의 'Sori, "Sorry?"' | 문화일보 권오진 기자의 '해<日>가 진다 해<海>로 진다 해<年>도 진다'                                                                              | 문화일보 권오진 기자의 '해<日>가 진다 해<海>로 진다 해<年>도 진다'                                                                              |
| 2012년 | 2월 125회  | 중앙일보 임윤규 기자의 '며늘아 옛다 법인카드' | 전자신문 김현민 기자의 '게임규제 중독에 빠진 정부'                                                                                             | 서울신문 서봉원 기자의 '4050 눈가의 주름들 충무로 주름잡다' 스포츠: 중앙일보 김홍준 기자의 '키스&굿바이'                                        | 서울신문 서봉원 기자의 '4050 눈가의 주름들 충무로 주름잡다' 스포츠: 중앙일보 김홍준 기자의 '키스&굿바이'                                        |
| 2012년 | 3월 126회  | '귀, 멀었지만… 눈, 부시다'(머니투데이 백유진) '열흘 붉은 꽃 없다… 아직 시들 수 없다'(서울신문 김진성)                                                                                  | '깜깜합니다… 58년 개띠 늦지 않았습니다'(중앙일보 신상협)                                                                                       | '新이 된 사나이'(조선일보 이택진) | '밤이 없던 특별구역에 밤이 찾아오다'(경인일보 이경해)                                                                                           |
| 2012년 | 4월 127회  | '말만 요란한 부실 선거… 말문 막히는 부실 경찰'(경인일보 김영준) | '배고픈 톡'(*중앙일보 이정권) | '30cm 퍼팅… 돌아나온 30만 달러'(동아일보 김형래)                                                                                                | '물빛 풀빛 꽃빛'(아시아경제 강동원) |
| 2012년 | 5월 128회  | ‘진보, 민주주의를 폭행하다’(경향신문 권양숙) | ‘Ctrl+C Ctrl+V 베낀 욕심 뺏긴 동심’(경남신문 강지현)                                                                                           | ‘벌벌벌…볼볼볼’(중앙일보 김홍준) | ‘라면, 다시 빨개지다’(중앙일보 이정권,신상협)                                                                                                   |
| 2012년 | 6월 129회  | ‘6그램의 금배지… 6만근의 특권… 이번엔 내려놓을까’(헤럴드경제 유재훈) | ‘자유를 높였다, 4cm’(아시아경제 고은정) | ‘알아… 그래도 찾자, 희망’(서울신문 박은정) | ‘파리엔 샤넬, 명동엔 명자가 있었다’(조선일보 김혜진)                                                                                            |
| 2012년 | 7월 130회  | '50%에 1%가 미친 날'(아시아경제 최유정) | '누구를 위하여 종을 지우나'(전자신문 박은석)                                                                                                   | '웃음 흐르는 얼굴, 진땀 흐르는 다리'(동아일보 김형래)                                                                                           | '수인선, 다시 달리다'(경인일보 김영준) |
| 2012년 | 8월 131회  | '올림픽 지면 연계편집'(서울신문 조두천, 김경희ㆍ서봉원) | | '쉿!'(동아일보 김형래ㆍ배태악ㆍ이영훈 차장) '한일 축구 동매치 내일 새벽 태극기가 떠오릅니다'(이상용 아시아경제)                                 | '낮 발길이 머문다 밤 삶이 머문다'(구예리 경향신문)                                                                                              |
| 2012년 | 9월 132회  | '임진외란'(동아일보 박철우) '세가지맛 애플'(아시아경제 최유정) | '목욕탕 열쇠만도 못한(?) 전자발찌…'(헤럴드경제 유재훈)                                                                                         | 수상자 없음 | '세금 앞에서 난, 이기주의자'(중앙일보 신상협·강일구)                                                                                            |
| 2012년 | 10월 133회 | '똑！똑！똑!…"나 귀순했수다"'(국민일보 박상공) | '선생님 커피 타는 비정규직 선생'(아시아경제 임훈구)                                                                                            | '파도 붉게 치거들랑, 그냥 젖으시라'(중앙일보 이경순)                                                                                            | 수상자 없음 |
| 2012년 | 11월 134회 | '똑!똑!똑 우주노크 한국에 문 열어줄까'(국민일보 이학로) | '법과 밥 사이'(동아일보 최한규) | '갑의 횡포, 값의 몰락'(아시아경제 권수연) | ‘하얀 바다거품이 커피잔에 앉았다’(강원도민일보, 김영희)                                                                                         |
| 2012년 | 12월 135회 | 꽝꽝 언 투표일 내일 '목도리대선' 최종변수 영하 10도와 투표율·득표율(아시아경제 최유정)                                                                                                 | 2007 마이더스의 손 2012 마이너스의 손(중앙일보 신상협)                                                                                         | '눈치' 코치(동아일보 김형래) | '마음＋행복÷＝웃음꽃'(경남신문 허철호, 김동주)                                                                                                  |
| 2013년 | 1월 136회  | 수상자 없음 | '大選 전에는 "모든 노인에 20만원.. 大選 끝나니'(조선일보 김주민) '네이버 집어삼키는 네이버'(중앙일보 신인섭)                                   | '텅 빈 충만 속으로… 꽉 찬 여백 품으로'(서울신문 이선영)                                                                                         | '내려다본다는 것은 사고싶은 권력이다'(경향신문 서영찬)                                                                                          |
| 2013년 | 2월 137회  | '원칙' 朴정부에 '반칙' 헌재소장?'(동아일보 김남준) '당신도 이 자리에서 당당할 수 있습니까?'(헤럴드경제 유재훈)                                                                         | '삼양식품, 하얀 국물 빨간 눈물'(아시아경제 권수연)                                                                                             | 수상자 없음 | '첨단·스타일 타고 온 新의 한수'(경인일보 김휘만)                                                                                                |
| 2013년 | 3월 138회  | 서울신문 김진성 차장(시작은 늘 국민이었다) | '당신은 지금, 비명의 집에 오셨습니다'(아시아경제 석진희)                                                                                       | ‘내민 손 감춘 손’(동아일보 양충현) | '나는, 장애인입니다'(서울신문 김민석) |
| 2013년 | 4월 139회  | 수상작 없음 | '은마 웃던 날 백마는 울었다'(아시아경제 서희연)                                                                                                | '8번의 두드림… 공룡, 알 깨다'(서울신문 김영롱)                                                                                                  | '음원 플랫폼 판을 뒤집다'(전자신문 이상목) |
| 2013년 | 5월 140회  | '甲…'(아시아신문 치유정) | '쪼끄만 내가 크게 쏩니다'(경남신문 김동주) | '일류'(서울신문 김영롱ㆍ박은정) | '돈이 숨기 시작했다'(중앙일보 신상협ㆍ차준홍)                                                                                                   |
| 2013년 | 6월 141회  | 수상자 없음 | '앙상한 바다, 건질 게 없다'(중앙일보 신상협, 차준홍)                                                                                           | '女雨'(아시아경제 진영수) '날 버렸다'(영남일보 남인식)                                                                                          | '위대하게 은밀하게'(경향신문 서영찬) |
| 2013년 | 7월 142회  | <롯데의 ‘4鬪’>(아시아경제 최유정) | <‘내 안의 火’ 진화 못한 소방관>(경남신문 허철호)                                                                                               | <신세경의 성장, 소녀에서 여인으로>( 한국경제 이철민)                                                                                            | |
| 2013년 | 8월 143회  | ‘촛불잔치·촛불눈치’(충청투데이 하정호) | ‘삼척까지 ‘빨간물’… 일주일째 ‘빨간눈’(서울신문 신혜원)                                                                                         | ‘이 티켓 동났다’(동아일보 조승업) | ‘초록 에어컨’(아시아경제 권수연) |
| 2013년 | 9월 144회  | ‘강한 박근혜는 해냈고, 착한 박근혜는 헤맸다’(아시아경제 임장열 강동원 ) | '낯선 곳에서 딴말하는 그녀/내비의 배신'(경남신문 김동주)                                                                                       | ‘180도 선미’(한국경제 이철민) | '명태의 비명'(중앙일보 신상협, 차준홍 )‘ |
| 2013년 | 10월 145회 | 머니투데이 김형진 차장 = 국감 구경 | 중앙일보 신상협, 차준홍 기자 = 내 눈엔 휴지, 그의 눈엔 돈                                                                                      | 아시아경제 양혜진 기자 = 고놈 참, 가지가지하네                                                                                                  | 중부일보 박진서 기자 = 옷 갈아입는 중입니다, 맘껏 보세요                                                                                        |
| 2013년 | 11월 146회 | '대한민국, 정당을 법정에 세우다'(아시아경제 권수연) | '멸치 수매 수협직원, 횡령은 90억 상어급'(조선일보 전근영)                                                                                      | ‘기적 꺾은 기적’(서울신문 이선영) | 한국경제 이철민 차장 = 섹시가희 터프가희 |
| 2013년 | 12월 147회 | ‘막막한길 우여곡절’(충청투데이 하정호) | ‘정성만큼 달아지는 게 엿이여, 사는 것도 매일반이랑게. 엿처럼 달착지근 사시게나’(경향신문 윤성노)                                               | ‘안녕들 하십니까’(경향신문 임지영) | 미확인 |
| 2014년 | 1월 148회  | ‘다시 盧 vs 다신 NO’(문화일보 이창민) | 미확인 | 미확인 | 미확인 |
| 2014년 | 2월 149회  | '연아의 난적은 '차르(동아일보 김남준) | '진급 앞에만 서면 甲돌이와 乙순이'(아시아경제 김보미)                                                                                          | 발의 눈물'(조선일보 이정도)로 쓰는 소치 드라마'                                                                                                 | |
| 2014년 | 3월 150회  | ‘평양에 가느냐 마느냐, 그것이 문제로다…햄릿의 고민’(동아일보 박수일) | ‘속좁은 블랙박스의 변명’(경남신문 김동주) | ‘손 안의 銅·銅·銅’(서울신문 김학민) | ‘작은 'ㄱ' 놓치다간 큰 '기억' 잃을 수도’(충청투데이 방준식)                                                                                     |
| 2014년 | 4월 151회  | 경향신문 서영찬·정덕균 기자의 <안철수, ‘기호 2번’에 졌다>와 조선일보 안빈 차장의 <왜 이리 더딘가… 새까맣게 타버린 가슴>                                                                | 서울신문 이선영 기자의 <세상에서 가장 슬픈 우승>                                                                                               | | |
| 2014년 | 5월 152회  | '멈춰버린 174'(부산일보 손정호) | '사월은 가도 '세월'은 남아'(아시아경제 강동원)                                                                                                 | '본드 대신 밴드'(조선일보 전근영) '인종차별을 먹어치우다'(중앙일보 신상협)                                                                      | |
| 2014년 | 6월 153회  | ‘與도 野도 아닌 전교조의 압승(조선일보 주영훈) | ‘차, 앞으로는 뒤를 볼 일’(중앙일보 김홍준) | ‘좌, 불안석’(기호일보 엄동재) | ‘절대 통과시킬 수 없다’(전자신문 이상목) |
| 2014년 | 7월 154회  | '북에서 남으로 中心 이동' (국제신문 권혁범) | '弗에 뿔난 佛'(한국경제 이철민) | '못난 이'(서울신문 서봉원) | '이번에도, 이번에는'(경향신문 임소정·임지영) |
| 2014년 | 8월 155회  | '이런 어른 또 없습니까'(서울신문 조두천) | '죽어도 못믿는' 유병언 사망(머니투데이 최윤희)                                                                                                 | '우리 헤어지길 잘했나봐'(중앙일보 신상협) | '일본은 왜 오른쪽을 택했나'(경향신문 임지영·윤여경·박지선)                                                                                      |
| 2014년 | 9월 156회  | ‘치유는 없이…갈라진 광장’(동아일보 김남준) | ‘아시아는 이제 전기로 통한다’(중앙일보 김홍준)                                                                                                 | ‘독일 축구화, 발에 맞을까’(조선일보 이택진, 이의호)                                                                                             | ‘다르게 보면 다른 게 보여요’(경남신문 김동주)                                                                                                   |
| 2014년 | 10월 157회 | '문·사·철…길을 잃다'(경향신문 장용석) | '中, 한국땅 야금야금'(문화일보 권오진) | '댄싱퀸이 키운 펜싱킹' (중앙일보 신상협) | '먹을 게 없다고? 이 게 있는데, 그게 말이 돼?'(부산일보 김희돈)                                                                                  |
| 2014년 | 11월 158회 | ‘끝내 못 닦은 눈물’(한국일보 전신재) | <‘비’는 못 가리고 ‘소고기 명성’만 가린다> | ‘나는 배드민턴 선수입니다’(경인일보 김용배) | 경향신문 임소정 기자 ‘나무는 기둥이 되어가고 나는야 목수가 되어간다’                                                                            |
| 2014년 | 12월 159회 | '고교생 백일장 대입 스펙 비리'(경향신문 장용석) | '당신은 한국의 미래가 두렵지 않습니까'(한국경제 이명림)                                                                                        | <연아 다음은 “소연아”(충청투데이 유명환) | “그래, 나 변했어”(경인일보 어강비) |
| 2015년 | 1월 160회  | ‘기자, 거지 되다 / 기자, 부자 되다’(서울신문 조두천, 강동삼, 박지연) | ‘오일장 섰네요’(중앙일보 김홍준) | ‘쌍용을 따르라’( 조선일보 전근영) | ‘그래, 그래, 그래’(경향신문 권양숙) |
| 2015년 | 2월 161회  | 반성, 또 반성 / 외면, 또 외면,(국민일보 박상공) | 빌게이츠의 64초, 김과장의 한달(헤럴드경제 심동열)                                                                                              | 孫… 孫… 두 손 든 우즈벡(국민일보 변윤환) | 공사장 가림막으로… 도시, 이야기를 펼치다(한국일보 이직)                                                                                         |
| 2015년 | 3월 162회  | '어제의 눈치맨, 오늘의 슈퍼맨(국제신문 신귀영) | ‘연말정산 결정세액, 눈 크게 뜨고 보세요’(중앙일보 김홍준)                                                                                      | ‘만수 만세’(국민일보 변윤환) | '섬, 썸’(경인일보 어강비) |

## 특별상
- 2013년 8월 제143회 이달의 편집상 특별상
  - ‘언론의 바른 길, 가슴 깊이 새기겠습니다’ (한국일보, 이직 기자)

## 같이 보기
- 한국편집기자협회
- 한국편집상
- 건양의학기자상
- 과학기자상
- 이달의 과학기자상
- 올해의 과학기자상
- 관훈언론상
- 삼성언론상
- 이달의 기자상
- 이달의 방송기자상
- 정문술과학저널리즘상
- 한국기자상
- 한국방송기자대상